# Josh Harris (Footballspieler, 1989)
Josh Harris (* 27. April 1989 in Fulda) ist ein US-amerikanischer Footballspieler auf der Position des Long Snappers. Er spielte für die Atlanta Falcons in der NFC der National Football League (NFL) und ist derzeit bei den Los Angeles Chargers unter Vertrag.

## Frühe Jahre
Harris ging in Carrolton, Georgia, auf die Highschool. Später besuchte er die Auburn University.

## NFL
Nach dem NFL Draft 2012, am 26. April 2012, nahmen ihn die Atlanta Falcons unter Vertrag, wo er vor der Saison den Vorzug vor Joe Zelenka auf der Position des Long Snappers erhielt. Von 2012 bis 2017 hat er kein Saisonspiel für die Falcons verpasst. Am 5. Februar 2017 spielte er mit den Falcons im Super Bowl LI, welcher aber mit 28:34 gegen die New England Patriots verloren wurde.
Nach der Saison 2021 wurde er zum ersten Mal in den Pro Bowl gewählt. 
Am 16. März 2022 unterschrieb er einen Vierjahresvertrag mit den Los Angeles Chargers.